# Eudoro Melo
Eudoro Nicolás Melo Braga (Canelones, 27 de noviembre de 1889 - Ib., 25 de mayo de 1975) fue un poeta, periodista y político uruguayo,  Intendente interventor de Canelones entre 1935 y 1938.

## Biografía

### Vida familiar
Hijo de Sinforiano Melo y Sofía Braga, vivió siempre en Canelones, en la casa que actualmente aloja a los Intendentes de ese departamento. Fruto de su matrimonio con Amanda Guerrero nacieron dos hijos: Eudoro, y Amanda Sofía.

### Actuación política
En su juventud trabajó en el Telégrafo Nacional, y posteriormente ingresó a la Administración de Rentas y a la Intendencia Municipal de Canelones. Dentro de esta última recorrió distintos cargos, desde los de menor grado hasta el puesto de Intendente entre 1935 y 1938, el cual ocupó durante la dictadura de Terra, subrogando a Pio Cambiasso, el cual había sido designado por la Junta Nacional de Gobierno. El 18 de junio de 1938 dejó su cargo a manos del Intendente electo, el agrimensor Alberto Odizzio.

### Actividad literaria
Integró una generación de escritores y poetas de Canelones, cuya producción literaria se destacó en la primera mitad del siglo XX. Dentro de este grupo puede ubicarse a Melitón Simois, Atahualpa del Cioppo y Froilán Vázquez Ledesma (h).
Su producción literaria está contenida principalmente en cuatro volúmenes editados entre 1926 y 1965. Sus mayores logros pueden ubicarse en el cultivo de la poesía hímnica, por la cual fue reconocido a nivel regional, principalmente por la creación del Himno a Canelones, el cual fue oficializado por la Asamblea Representativa de ese Departamento en 1930, y del Himno al Árbol, el cual tiene carácter oficial en la Provincia de Mendoza, República Argentina.
Desarrolló su labor como periodista publicando notas en distintas publicaciones locales, como El Derecho, Acción, La Opinión y la revista Delfos.

## Obra

### Producción literaria
- Golpes de alma (1926)
- Prosas pasatistas (1930)
- Nómada (1931)
- Prometeo (1965)

### Himnos
- Himno a Canelones (música de Bernardo Martínez Irigaray. 1930)
- Himno a La Cruz Roja (música de Vicente Ascone)
- Himno al Pabellón Nacional
- Himno al Árbol (música de Víctor Gamba)
- Himno a La Escuela Industrial (música de Alfredo Zipitría Frioni)
- Himno a La Paz (música de Víctor Gamba)